# Kit Bond

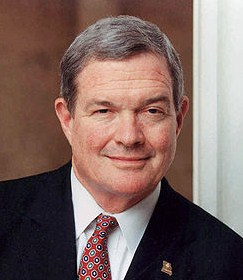
Kit Bond (2005)

Kit Bond (eigentlich Christopher Samuel Bond; * 6. März 1939 in St. Louis, Missouri; † 13. Mai 2025 ebenda) war ein US-amerikanischer Politiker (Republikanische Partei) und Mitglied des US-Senats für den Bundesstaat Missouri. Bond übte auch zweimal das Amt des Gouverneurs aus. Er war der 47. und 49. Gouverneur dieses Staates.

## Frühe Jahre
Kit Bond besuchte die Princeton University und die Woodrow Wilson School of Public and International Affairs. Anschließend studierte er an der University of Virginia Jura. Dort machte er im Jahr 1963 auch sein juristisches Examen. Danach war er als Anwalt tätig.

## Politische Laufbahn
Im Jahr 1969 wurde Bond stellvertretender Attorney General von Missouri. In dieser Eigenschaft war er für den Verbraucherschutz zuständig. Zwischen 1971 und 1973 fungierte er als State Auditor. 1972 wurde er als Kandidat der Republikanischen Partei zum neuen Gouverneur seines Landes gewählt. Bond trat sein Amt am 8. Januar 1973 an. Er unterstützte die Bürgerrechtsgesetze, was ihm die Kritik einiger konservativer Kreise einbrachte. Im Jahr 1976 annullierte er offiziell eine gegen die Mormonen gerichtete Ausweisungsverfügung aus dem Jahr 1838. Im gleichen Jahr stellte sich Bond zur Wiederwahl, unterlag aber seinem demokratischen Herausforderer Joseph P. Teasdale. In den folgenden Jahren wurde er Präsident einer nicht am Profit orientierten juristischen Stiftung (Great Plains Legal Foundation). Im November 1980 wurde er ein zweites Mal zum Gouverneur gewählt. Seine zweite Amtszeit begann am 12. Januar 1981 und endete am 14. Januar 1985. Sie verlief ohne besondere Vorkommnisse. Sein Nachfolger wurde der spätere US-Justizminister John Ashcroft.
Von 1987 bis 2011 vertrat Kit Bond seinen Staat im US-Senat. Er trat die Nachfolge des nicht mehr kandidierenden Thomas Eagleton an, wobei er sich gegen Missouris Vizegouverneurin Harriett Woods durchsetzte. Er wurde dreimal wiedergewählt, zuletzt 2004 mit 56 Prozent der Stimmen gegen Nancy Farmer (42,8 Prozent). Er war Mitglied mehrerer Ausschüsse; zudem stand er zweimal dem United States Senate Committee on Small Business and Entrepreneurship vor. Bei der Wahl 2010 trat Bond nicht mehr an. Sein Nachfolger wurde Roy Blunt.
Aus der 1995 geschiedenen Ehe mit Carolyn Reid entstammt der Sohn Sam, der als Mitglied des United States Marine Corps seinen Dienst im Irak versah. 2002 heiratete Kit Bond dann Linda Pell.